# Pseudokerremansia
Pseudokerremansia es un género de escarabajos de la familia Buprestidae.

## Especies
- Pseudokerremansia arcuata (Peringuey, 1908)
- Pseudokerremansia zuluensis Bellamy, 2008